# Villa O' Santissima
Villa O' Santissima (già Villa Garbari, villa Zelgher e villa Taxis) è un complesso di edifici situato a Man Sant'Antonio, sobborgo di Trento nella circoscrizione di Oltrefersina. Appena ad est si elevano i condomini detti "torri di Madonna Bianca", mentre a nord si trova la moderna chiesa parrocchiale di San Rocco. Accanto alla villa si trova anche una sequoia piantata nel 1870, alta oltre trenta metri.

## Storia

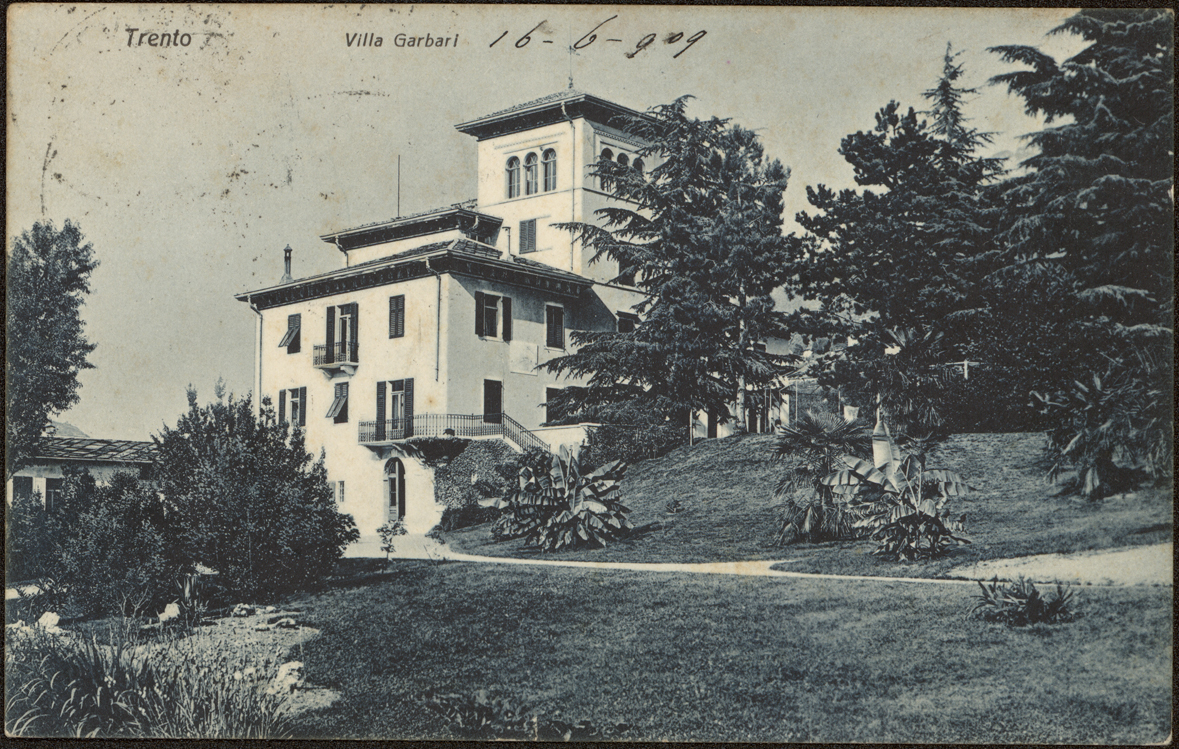
La villa nel 1909

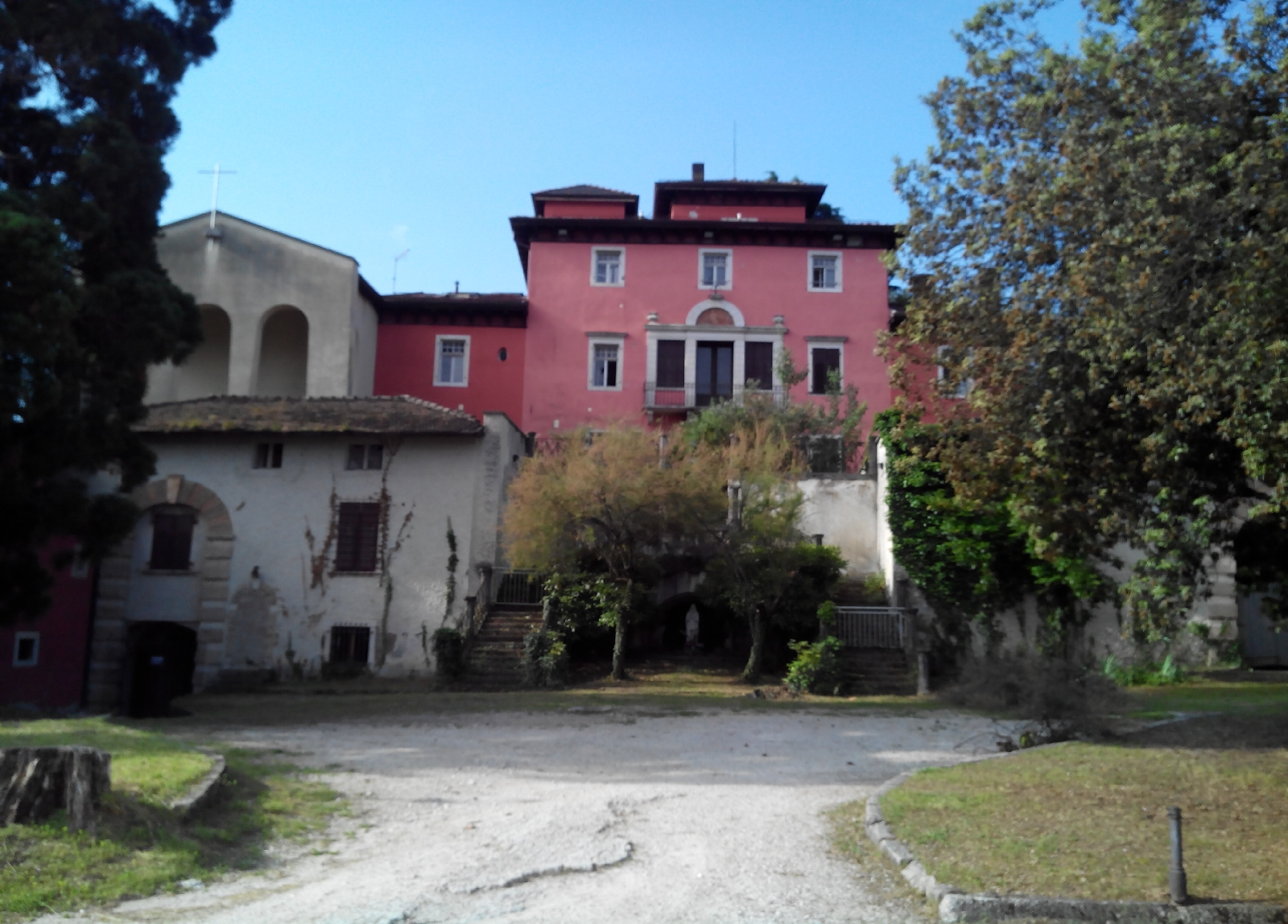
La villa in stato di abbandono nel 2018

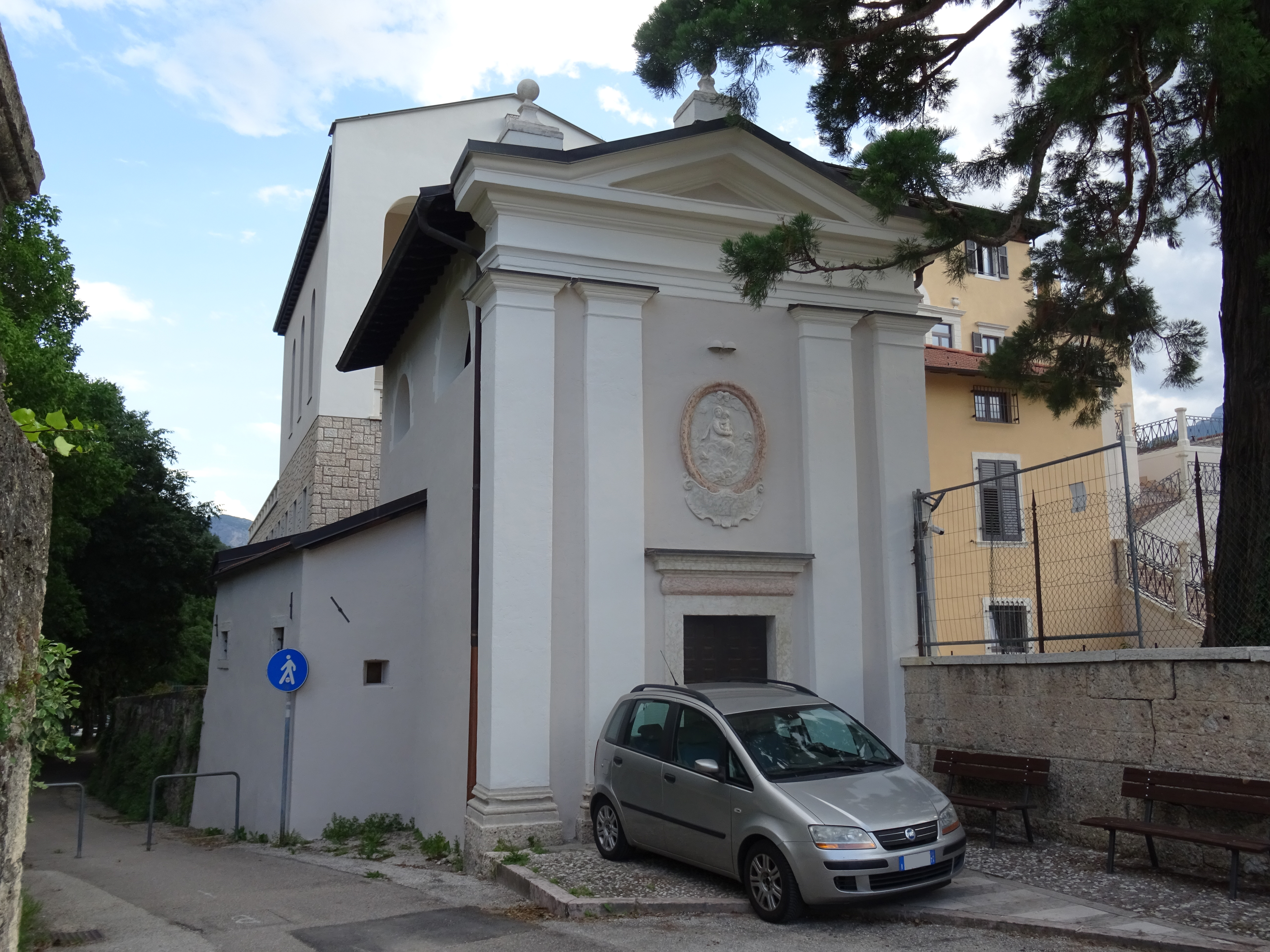
La chiesetta della Visitazione di Maria

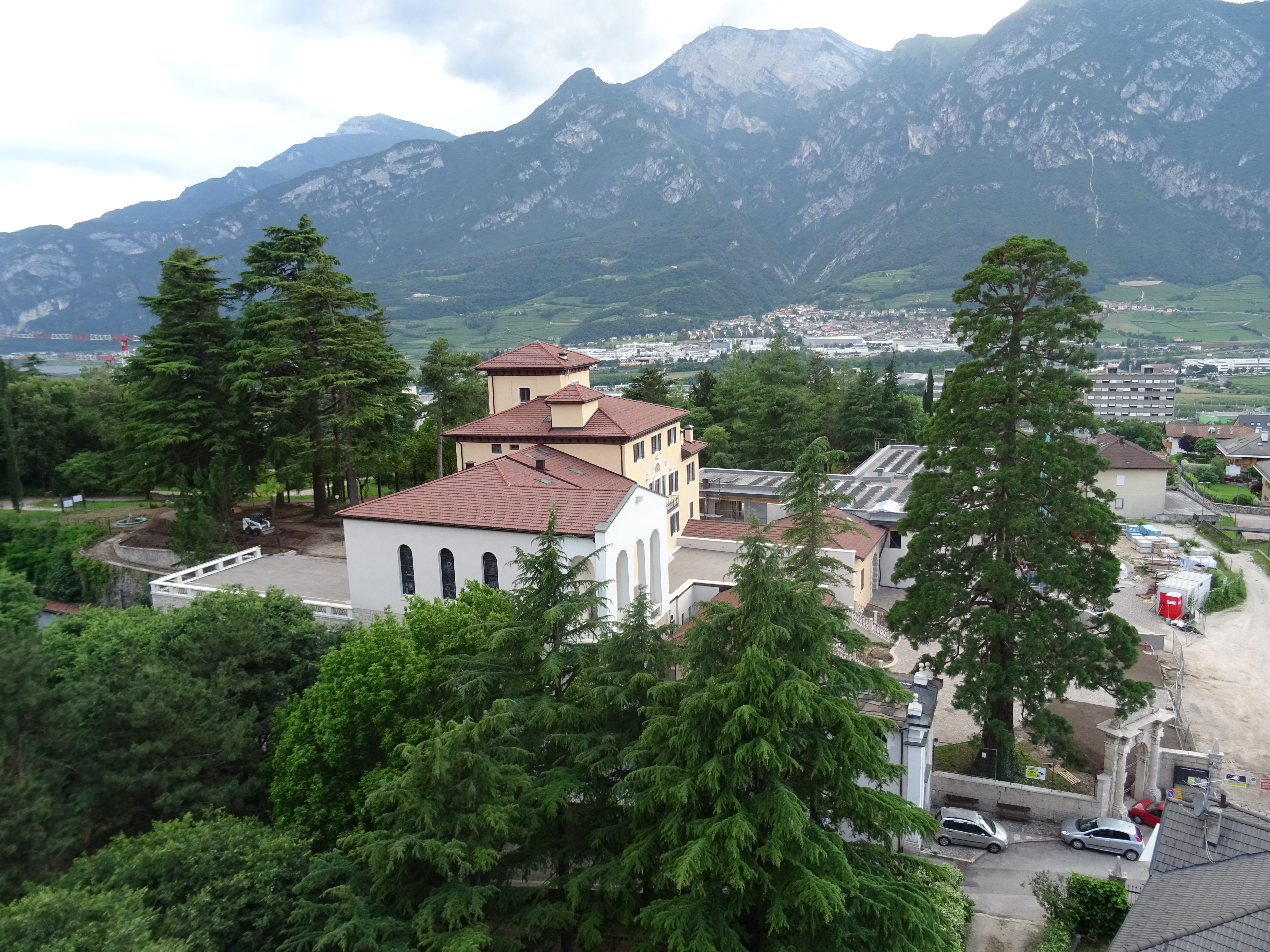
Vista del complesso nel 2023; in primo piano la più recente chiesa di Maria Regina

Le origini dell'edificio si collocano nel XVII secolo, quando è documentata una struttura in quel luogo, chiamata "Maso Magor" (o "Malgor"), di proprietà di un tal Ottaviano Rovereti; nella seconda metà del secolo venne costruita la chiesetta dedicata alla Visitazione di Maria, attestata con certezza dal 1676. Il maso, ingranditosi nel corso degli anni e trasformato in una residenza nobiliare dalla famiglia Rovereti (o Roveretti), venne ipotecato nel 1855 per costituire la "fondazione pia Rovereti", voluta per disposizione testamentaria da Giacomo Rovereti de Freiberg (sommo scolastico del Capitolo della cattedrale di Trento morto nel 1698); gli obblighi posti dal fondatore prevedevano anche il mantenimento in buono stato della cappella, che venne in effetti restaurata nel 1857.
Nel 1859 l'edificio fu acquistato da Giuseppe Rossi; nel 1894 alcune particelle di terreno vennero espropriate per la costruzione della ferrovia della Valsugana, e l'anno seguente la villa passò a Giuseppe Garbari, commerciante appassionato di botanica, che allestì nel terreno adiacente un grande parco romantico con oltre novanta specie di piante esotiche. Nel 1913 la proprietà passò ai conti Gustavo ed Elena Sizzo de Noris, quindi nel 1920 a Giovanni Zelgher o Zelger, poi dal 1939 a Teresa Cristina di Sassonia-Coburgo-Koháry e a suo marito Lamoral dei conti Taxis di Bordogna e Valnigra, il cui stemma appare sulla chiave di volta del portale di accesso. 
Nel 1954 (o 1958) entrarono nella villa le suore Figlie della Chiesa, che la ribattezzarono "villa O' Santissima" e la fecero ampliare, aggiungendo due grandi fabbricati ai lati con ambienti di varia natura, inclusa una nuova chiesa intitolata a Maria Regina Ecclesiae. Dal 1980 alcuni locali della villa ospitarono le funzioni della neo-istituita parrocchia di San Rocco, fino alla costruzione della vicina chiesa parrocchiale, terminata nel 2001: l'ex serra e l'ex aula mensa per le messe festive, e la cappella seicentesca per quelle feriali.
Le suore lasciarono la struttura nel 1982; la maggior parte del parco adiacente venne ceduta al comune di Trento, permettendone l'apertura al pubblico (come "Giardino storico Garbari"), e nel 1984 la villa divenne proprietà della "Fondazione Diocesana o'Santissima" che, dopo alcuni interventi, avrebbe dovuto adibirla a centro di attività pastorali e spirituali, cosa che però non avvenne. Dal 2000 al 2006 la villa ospitò i pazienti dell'erigenda RSA di Povo, dopodiché venne sigillata, portando ad un periodo di abbandono e degrado.
Nel 2015 la "cooperativa SAD" acquistò la villa dall'arcidiocesi di Trento, con lo scopo di trasformarla in un centro di servizi sociali, culturali e assistenziali di varia natura; il cantiere è partito nel 2021 e i lavori prevedono, oltre al restauro della villa storica e di alcune delle sue pertinenze, l'abbattimento di due fabbricati di metà Novecento e la loro sostituzione con una struttura più moderna.